# Verner Andersson (fotbollsspelare)
Verner Reinhold "Mickel" Andersson, född 3 juni 1904 i Göteborg, död 5 oktober 1975 i Göteborg, var en svensk fotbollsspelare (vänsterhalv).
Andersson spelade i IFK Göteborg från 1924, och tävlingsdebuterade för klubben i Svenska serien 1923/1924, där han spelade fyra matcher (inga mål). Allsvenskan startade följande säsong, och Andersson spelade fram till säsongen 1928/1929 84 allsvenska matcher (1 mål) för IFK. Senare gick han till Gårda BK, där han spelade allsvensk fotboll säsongerna 1935/1936 till 1936/1937. För Gårda gjorde Andersson elva allsvenska matcher (inga mål).
Åren 1925–1929 spelade Andersson sammanlagt tio A-landskamper (inga mål) för Sverige.